# 前123年
| 千纪： | 前1千纪 |
| 世纪： | 前3世纪 \| 前2世纪 \| 前1世纪                                                                                         |
| 年代： | 前150年代 \| 前140年代 \| 前130年代 \| 前120年代 \| 前110年代 \| 前100年代 \| 前90年代                                |
| 年份： | 前128年 \| 前127年 \| 前126年 \| 前125年 \| 前124年 \| 前123年 \| 前122年 \| 前121年 \| 前120年 \| 前119年 \| 前118年 |
| 纪年： | 西汉元朔六年 |

## 大事记
- 南越王趙胡卒，世子趙嬰齊繼位。
- 漢匈漠南大戰，霍去病在此戰初露鋒芒，獲封冠軍侯。
- 張騫隨西漢大將軍衛青攻打匈奴得勝，封為博望侯。
- 提比略·格拉古之弟蓋烏斯·格拉古當選羅馬共和國保民官，試圖繼續其兄的土地改革，與擴大羅馬公民權授予範圍。

## 逝世
- 南越王趙胡